# Aksái (Rostov)
Aksái (Аксай en ruso) es una localidad rusa del óblast de Rostov situada sobre la orilla derecha del río Don y a 18 km de Rostov del Don.
La localidad fue fundada en la segunda mitad del siglo XVI como asentamiento cosaco, fue conocida como Ust-Aksayskaya, Nizhniye Razdori, Kobyakovsky, Atamansky y Nizhni. Desde 1791 se la conoció como Stanitsa de Aksaiskaya, en 1957 alcanzó el estatus de ciudad y fue renombrada a Aksai.

## Demografía
| Численность населения, чел. | Численность населения, чел. | Численность населения, чел. | Численность населения, чел. | Численность населения, чел. | Численность населения, чел. |
| 1959                        | 1970                        | 1979                        | 1989                        | 2002                        | 2010                        |
| --------------------------- | --------------------------- | --------------------------- | --------------------------- | --------------------------- | --------------------------- |
| 15 518                      | 21 994                      | 29 987                      | 33 389                      | 38 012                      | 36 134                      |